# Froukje Wegman
Pour les articles homonymes, voir Wegman.
Froukje Wegman est une rameuse néerlandaise née le 22 avril 1979 à Gouda.

## Biographie
Aux Jeux olympiques d'été de 2004 à Athènes, Froukje Wegman est médaillée de bronze en huit avec Marlies Smulders, Nienke Hommes, Hurnet Dekkers, Annemarieke Van Rumpt, Annemiek De Haan, Sarah Siegelaar, Helen Tanger et la barreuse Ester Workel.

## Palmarès

### Jeux olympiques
- Jeux olympiques d'été de 2004 à Athènes,  Grèce
  -  Médaille de bronze en huit